# آلانق
آلانق یکی از روستاهای استان آذربایجان شرقی است که در دهستان قوری‌گل بخش مرکزی شهرستان بستان‌آباد واقع شده‌است.
طبق سرشماری سال 1400 این روستا دارای جمعیت 4500 نفر (1698خانوار) است و در شرف تبدیل به شهر است.
فاصله این روستا از جاده تهران - تبریز (روستای یوسف آباد) 17 کیلومتر است.
از جمله روستاهای همسایه می‌توان به روستاهای خیرمسجد، کُر، ترکداری، الوار و زین کِش ( که دارای سکنه است) اشاره کرد. از نظر جغرافیایی در موقعیت کوهستانی قرار گرفته و آب و هوای فصل تابستان آن بسیار مطبوع و دلنشین است و زمستان بسیار سرد و طاقت فرسایی دارد.
این روستا در کنار یک رودخانه قرار گفته‌است که از سرچشمه آن، کوه‌های شیبلی (تک آلتی) می‌باشد. این رودخانه در نهایت به رودخانه آجی چای متصل می‌شود.
از نقاط دیدنی این روستا زیارت گاه یکی از نوادگان حسن بن علی (امامزاده عبدالله) می‌باشد که در بالای کوهی مشرف بر روستا (جنوب) واقع شده‌است و چمنزار (داری سویی)است.
ورزش روستا : دارای زمین خاکی که توسط تیمها خریداری شده.
از تیم های مطرح آلانق می توان به تیم وطندوست، شاهین، میلاد، فرهنگ، استقلال، پیروزی، ستاره سرخ، دریادلان، پاس، اشاره کرد.
دارای سالن ورزشی .. که روشنایی مناسبی ندارد..
همچنین دارای نماینده اداره تربیت بدنی،به نام مسئول ورزشی ،  مسئول هیئت فوتبال ، مسئول هیئت والیبال و مسئول ورزش هیئت های همگانی اشاره کرد.
آموزش و پرورش.
آلانق داری ۴ واحد آموزشی می باشد.
ابتدائی پسرانه مدرسه آیت الله کاشانی ۱۵۰ نفر
ابتدائی پسرانه مدرسه شهید باکری ۸۰ دانش آموز
ابتدائی دخترانه ۲۲ بهمن ۱۴۰ دانش آموز
ابتدائی دخترانه شهید خوشکلام ۹۰ دانش آموز
دوره اول متوسطه پسرانه ۱۲۰ دانش آموز
دوره اول متوسطه دخترانه ۱۰۰ دانش آموز
دوره دوم متوسطه نظری پسرانه ۱۰۰ دانش آموز
دوره دوم متوسطه نظری دخترانه ۱۰۰ دانش آموز
از امکانات رفاهی این روستا می‌توان از از گاز شهری، تلفن، برق،اینترنت همراه و جاده آسفالتی نام برد که با وجود این موارد باز با مشکلات زیادی همراه است که مهمترین آنها کمبود شدید آب در این روستا می‌باشد.وعدم فروش فرش دستباف که شغل اصلی اهالی روستا میباشد.عدم حمایت دولت ازصنعت فرش که باعث ازبین رفتن این صنعت بزرگ در کشورخواد شد.
نبود کارخانه های بزرگ که جوانان مشغول کارشوند.